# Blasiales
Blasiales egy rend a májmohák törzsén belül, melybe jelenleg egy élő család tartozik két fajjal. A rend családjait hagyományosan a Metzgeriales rendbe sorolták, de a modern molekuláris rendszertani vizsgálatok azt mutatták, hogy a Marchantiopsida osztályba tartoznak, egy külön rendet alkotva.

## Rendszertan
- BlasialesStotler és Crandall-Stotler 2000[2][3]
  - † Treubiitaceae Schuster 1980
    - † Treubiites Schuster 1966
      - † Treubiites kidstonii (Walton 1925) Schuster 1966

  - Blasiaceae von Klinggräff 1858
    - Blasia Linnaeus 1753
      - Blasia pusilla Linnaeus 1753

    - Cavicularia Stephani 1897
      - Cavicularia densa Stephani 1897

## Külső linkek
- Liverwort Tree of Life - Májmohák rendszerezése (angol) Archiválva 2007. augusztus 31-i dátummal a Wayback Machine-ben
- A májmohák egyszerűsített filogenetikája (angol) Archiválva 2007. október 15-i dátummal a Wayback Machine-ben

## Fordítás
Ez a szócikk részben vagy egészben  a   Blasiales című angol Wikipédia-szócikk ezen változatának fordításán alapul.  Az eredeti cikk szerkesztőit annak laptörténete sorolja fel. Ez a jelzés csupán a megfogalmazás eredetét és a szerzői jogokat jelzi, nem szolgál a cikkben szereplő információk forrásmegjelöléseként.